# Diploaspis casteri
Diploaspis casteri ist eine ausgestorbene Art aus der Ordnung Chasmataspidida innerhalb der Kieferklauenträger (Chelicerata).

## Merkmale
Das Prosoma ist fast rechteckig und endet in kurzen seitlichen Stacheln. Das Preabdomen ist fast rechteckig in seiner Form, etwa genauso groß wie das Prosoma, wobei die breiteste Stelle am Ende des zweiten Segmentes liegt. Das Postabdomen verjüngt sich leicht nach hinten hin. Der Telson ist abgerundet und endet in einem kleinen Stachel. Im Gegensatz zu Diploaspis muelleri fehlen bei dieser Art die Tuberkel komplett.

## Fundorte
Exemplare der Art wurden bei Alken an der Mosel im Landkreis Mayen-Koblenz, Rheinland-Pfalz in Deutschland gefunden.

## Systematik
Diploaspis casteri ist ein Vertreter der Familie Diploaspididae aus der Ordnung Chasmataspidida. Die Erstbeschreibung nahm Leif Størmer 1972 vor, wobei er die zwei Arten Diaploaspis casteri und Heteroaspis novojilovi beschrieb, welche jedoch als synonym angesehen werden.